# Clàudia Pina
Claudia Pina (født 12. august 2001) er en kvindelig spansk fodboldspiller, der spiller som angriber for FC Barcelona i Primera División og Spaniens U/20-kvindefodboldlandshold.